# Venkatraman Ramakrishnan

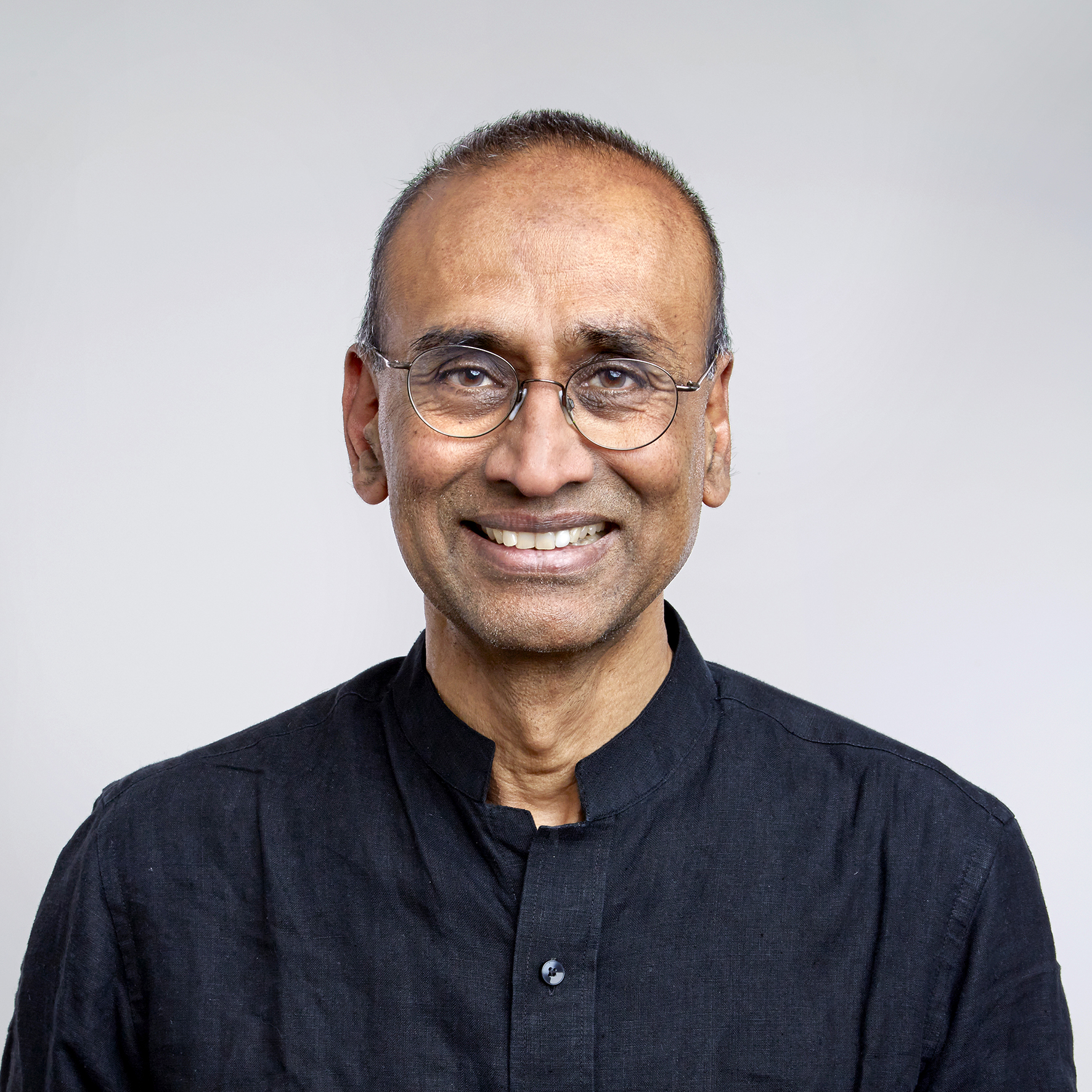
Venkatraman Ramakrishnan (2015)

Venkatraman „Venki“ Ramakrishnan, OM (* 1. April 1952 in Chidambaram, Tamil Nadu) ist ein indisch-britisch-amerikanischer Ribosomenforscher und Strukturbiologe. 2009 erhielt er den Nobelpreis für Chemie. Vom 1. Dezember 2015 bis 2020 war er Präsident der Royal Society.

## Leben und Wirken
Ramakrishnan, Sohn von C. V. Ramakrishnan, erhielt 1971 seinen Bachelor of Science in Physik an der Universität in Baroda in Indien. 1976 wurde er an der Ohio University in Physik zum Ph. D. promoviert. Anschließend studierte er bis 1978 Biologie an der University of California, San Diego. Als Post-Doktorand arbeitete er von 1978 bis 1982 am Chemiedepartment der Yale University. 1982 und 1983 forschte er am Oak Ridge National Laboratory und 1983 bis 1995 in der Biologieabteilung des Brookhaven National Laboratory. 1995 bis 1999 war er Professor am Biochemiedepartment der University of Utah. Seit 1999 forscht er am Labor für Molekulare Biologie des Medical Research Council in Cambridge, England, das er bereits von einem Aufenthalt als Gastwissenschaftler 1991 und 1992 kannte. Ramakrishnan ist Fellow des Trinity College an der Universität Cambridge.
Seine Forschung hat unter anderem zum mechanistischen Verständnis der Synthese von Proteinen durch das Ribosom (der sog. Translation) im Rahmen der Genexpression beigetragen. Im Jahre 2000 bestimmte er mit seiner Arbeitsgruppe die Röntgenkristallstruktur der 30S-Untereinheit des Ribosoms, sowie von Komplexen dieser Untereinheit mit verschiedenen Antibiotika. Darauffolgende Arbeiten waren mit dem Mechanismus befasst, welcher der Genauigkeit der Proteinbiosynthese zugrunde liegt. Im Jahre 2006 klärte er mit seiner Arbeitsgruppe die atomare Struktur des gesamten Ribosoms im Komplex mit tRNA- und mRNA-Liganden auf. Neben seiner Forschung am Ribosom ist Ramakrishnan auch für seine frühere Forschung zur Histon- und Chromatinstruktur bekannt.

## Auszeichnungen
- 2007: Louis-Jeantet-Preis für Medizin
- 2007: Datta-Medaille und Vortrag, Jahresversammlung der FEBS, Wien
- 2008: Heatley-Medaille, Biochemical Society
- 2009: Nobelpreis für Chemie (zusammen mit Thomas A. Steitz und Ada Yonath) „für die Studien zur Struktur und Funktion des Ribosoms“[4]
- 2010: Padma Vibhushan
- 2012: Ernennung zum Knight Bachelor im Rahmen der New Year Honours; den damit verbundenen Namenszusatz „Sir“ benutzt Ramakrishnan im Allgemeinen nicht.

## Mitgliedschaften
- 2002: European Molecular Biology Organization (EMBO)
- 2003: Royal Society
- 2004: National Academy of Sciences
- 2010: Deutsche Akademie der Naturforscher Leopoldina[5]
- 2020: American Philosophical Society
- 2022: Order of Merit

## Schriften (Auswahl)
- The Green function theory of the ferroelectric phase transition in KDP. Dissertation, Ohio University, 1976.
- Gene machine. The race to decipher the secrets of the ribosome. Oneworld, London 2018, ISBN 978-1-78607-436-2.
- Why We Die. The New Science of Aging and the Quest for Immortality. William Morrow, New York 2023, ISBN 978-0-06-311327-5.
  - deutsch: Sebastian Vogel (Übersetzer): Warum wir sterben. Die neue Wissenschaft des Alterns und die Suche nach dem ewigen Leben. Klett-Cotta, Stuttgart 2024, ISBN 978-3-608-98492-7.[6]